# Phacosemoides sicki
Phacosemoides sicki är en insektsart som beskrevs av Costa Lima och Guitton 1962. Phacosemoides sicki ingår i släktet Phacosemoides och familjen Carsidaridae. Inga underarter finns listade i Catalogue of Life.